# Административно деление на Сомалия
Сомалия е разделена на 18 региона:
1. Юбада Хуусе
2. Юбада Дексе
3. Гедо
4. Бай
5. Бакоол
6. Шабелаха Хуусе
7. Банадир (Могадишу)
8. Шабелаха Дексе
9. Хираан
10. Галгудууд
11. Мудуг
12. Нугаал
13. Бари (Сомалия)
14. Суул
15. Санааг
16. Тогдер
17. Вокои Галбеед
18. Аудал